# Hyphydrus madagascariensis
Hyphydrus madagascariensis is een keversoort uit de familie waterroofkevers (Dytiscidae). De wetenschappelijke naam van de soort is voor het eerst geldig gepubliceerd in 1877 door Wehncke.